# 安楽寺 (南丹市)
安楽寺（あんらくじ）は京都府南丹市八木町にある浄土真宗本願寺派の寺院。山号は寳樹山。

## 歴史
文明2年（1470年）に古義真言宗の寺院として創建された。元和5年（1619年）に浄土真宗に改宗した。

## 南丹市指定文化財
- 太鼓櫓　園部城から明治4年（1871年）移築したもの。
- 木造薬師如来坐像
- 木造四天王立像